# Abbaye royale Saint-Nicolas de Septfontaines
Pour les articles homonymes, voir Abbaye Saint-Nicolas, Saint-Nicolas et Septfontaines.
L'abbaye royale Saint Nicolas de Septfontaines, située à Andelot-Blancheville dans le département de la Haute-Marne, a été fondée au XIIe siècle et confiée aux Prémontrés depuis sa fondation.

## Histoire
Fondée en 1125, l'abbaye se développa rapidement et gagna la protection royale. Après des difficultés aux XIVe et XVe siècles, elle retrouve vie avec les Prémontrés réformés, qui l'occupent jusqu'à la Révolution. L'abbaye sera, au XIXe siècle, achetée par T. Ducos, fils de Théodore Ducos, ministre de la marine de Napoléon III. Il restaure les bâtiments abandonnés, en ajoute de nouveaux et en fait sa demeure. Ses descendants gèrent encore actuellement le domaine.
La chapelle fait l’objet d’une inscription au titre des monuments historiques depuis le 23 décembre 1925. L'ensemble des bâtiments fait l’objet d’une inscription au titre des monuments historiques depuis le 2 décembre 1996.

## Architecture
L'abbaye de Septfontaines constitue un ensemble représentatif de l’architecture prémontrée de « l’antique rigueur ». Elle conserve l’essentiel des bâtiments conventuels reconstruits au XVIIIe siècle ainsi que d’imposants restes de l’abbatiale, et plusieurs dépendances.

### À voir
- Galerie voûtée de l’ancien cloître
- Escalier remarquable du XVIIe siècle, ancien réfectoire des religieux
- Chœur de l’église (XVIIe et XVIIIe siècles)
- Clocher restauré au XIXe siècle en forme de ruine
- Fontaine et colombier du XIXe siècle
- Pavillon d’entrée
- Portail monumental

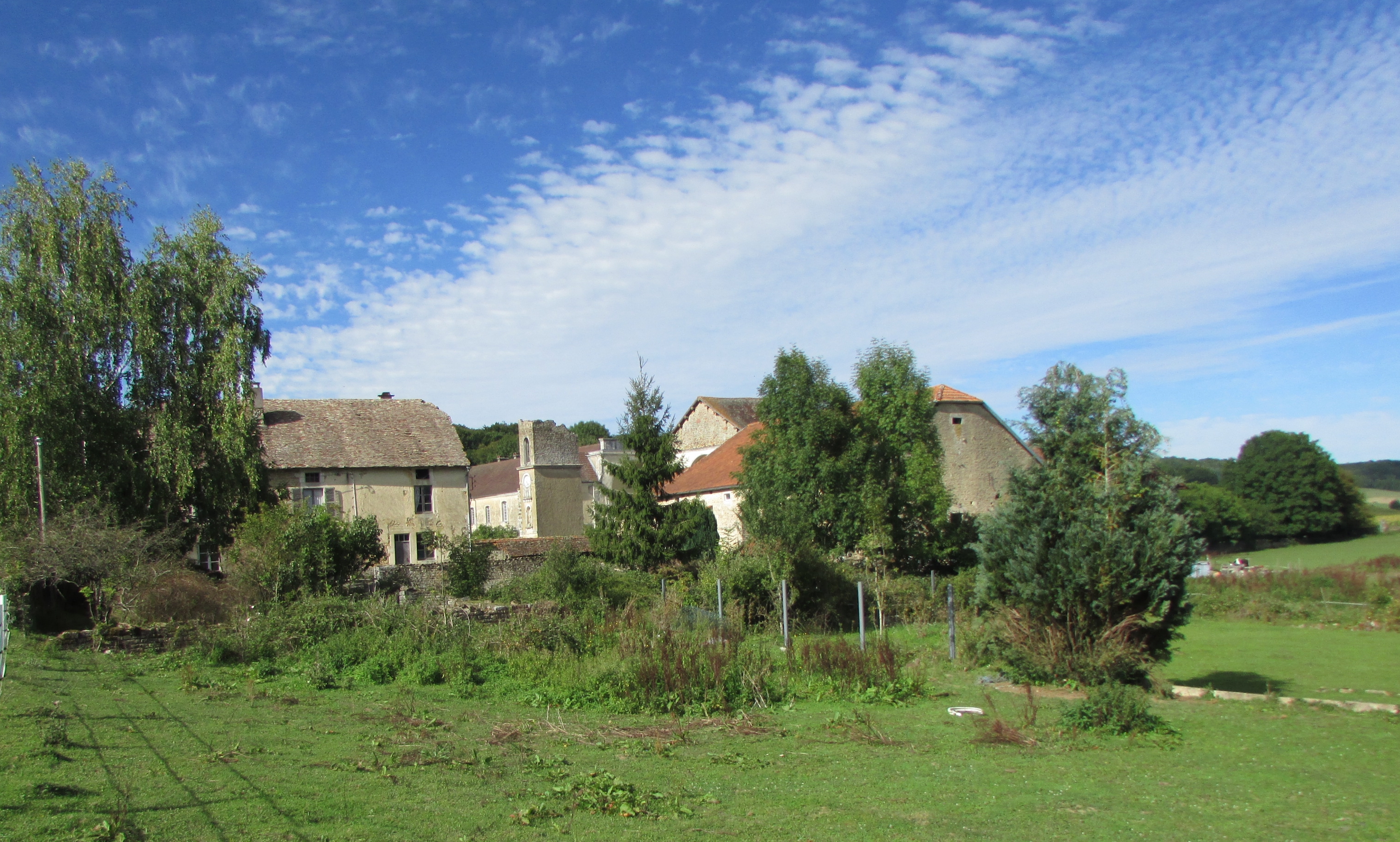
Vue générale.
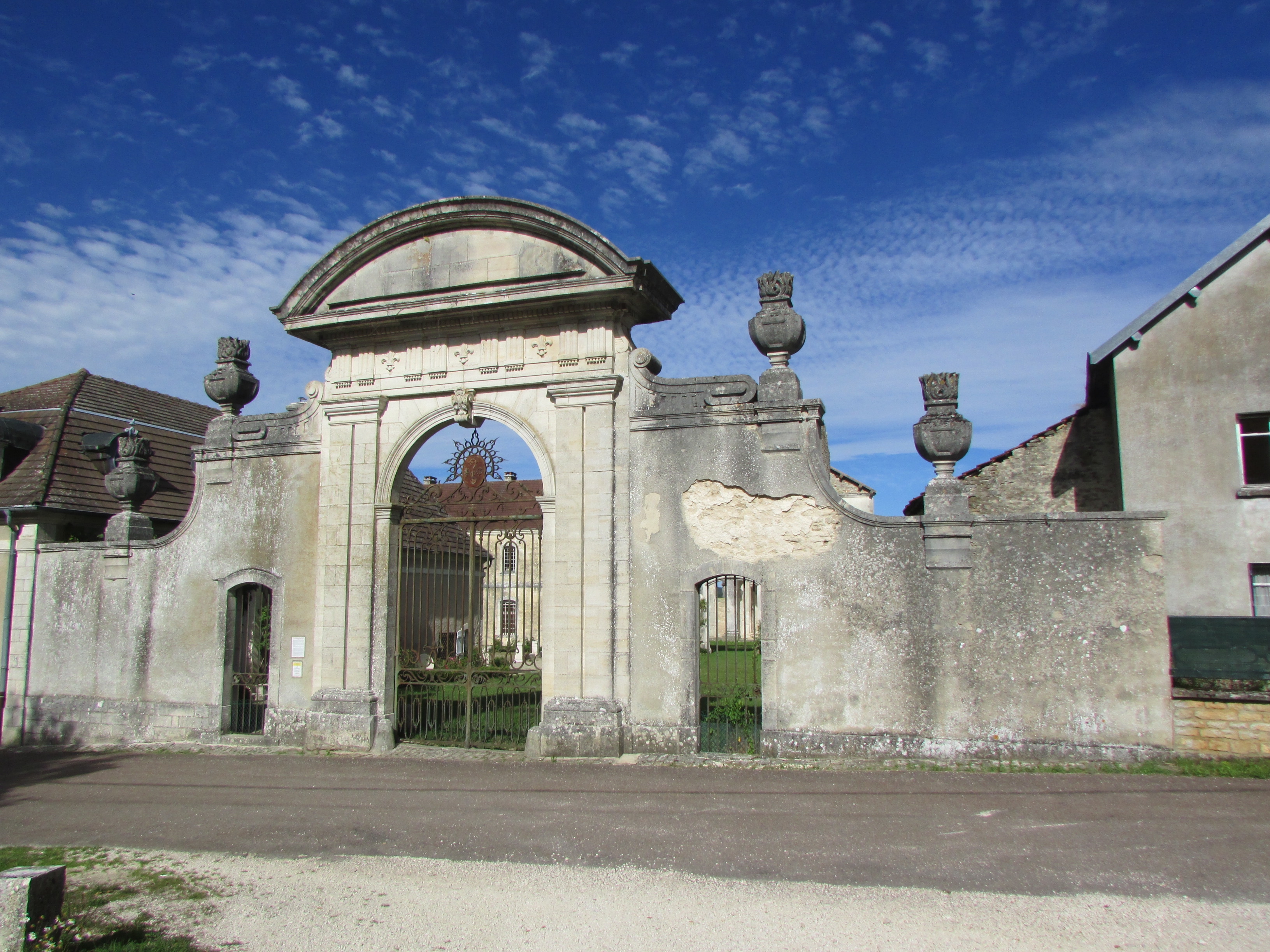
Le portail.
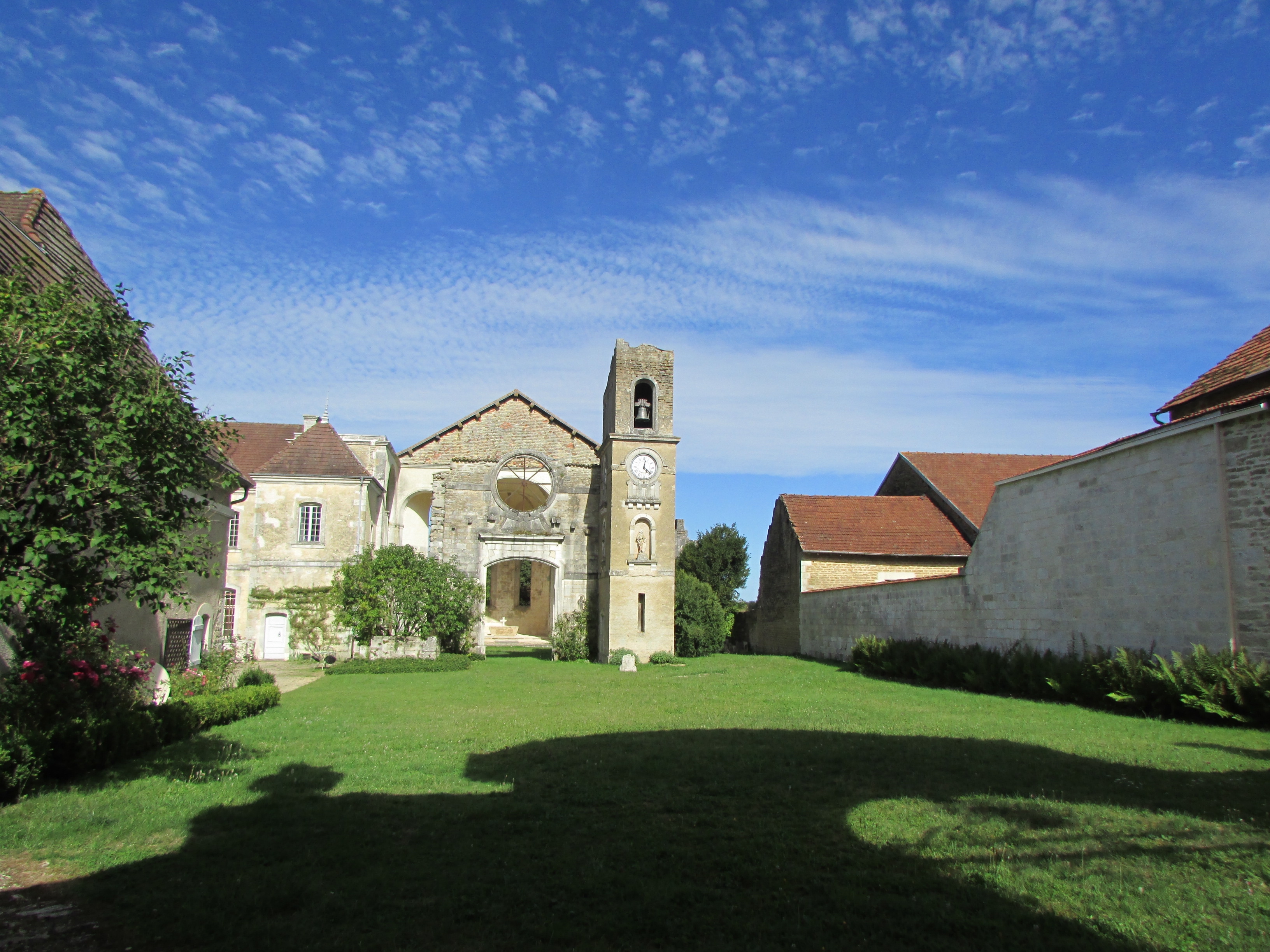
La cour intérieure.
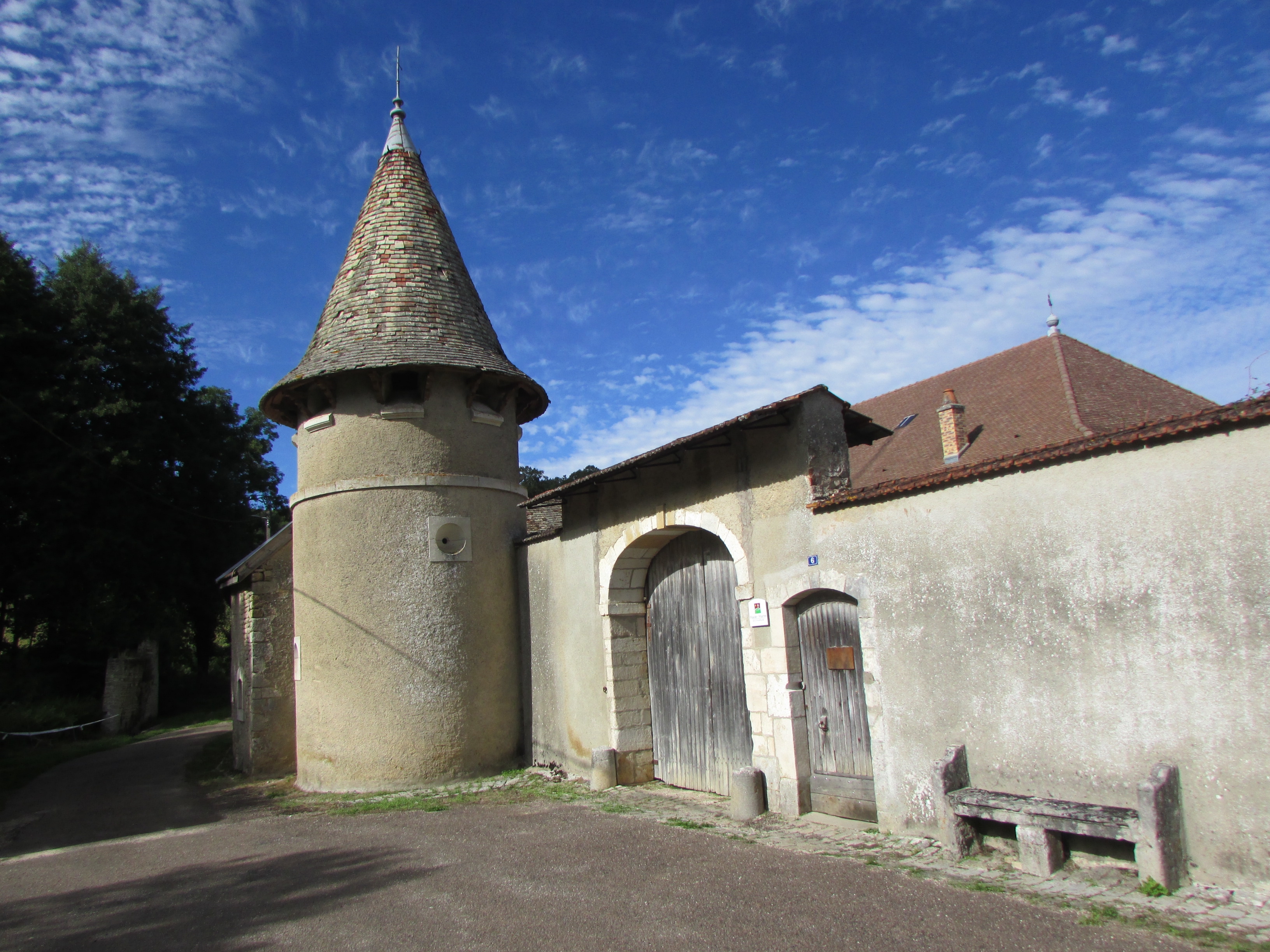
Le colombier.

## Héraldique
| Armes de Septfontaines | Les armes de Septfontaines se blasonnent ainsi : D'azur à la crosse abbatiale d'argent entrelacée dans une lettre S capitale d'or, accostée de deux fleurs de lys du même. |